# Cystodium sorbifolium
Cystodium sorbifolium är en ormbunkeart. Cystodium sorbifolium ingår i släktet Cystodium och familjen Saccolomataceae.

## Underarter
Arten delas in i följande underarter:
- C. s. solomonense
- C. s. sorbifolium